# 優素福·阿迪爾·沙阿
優素福·阿迪爾沙阿(1450–1511)，是印度阿迪勒·沙阿王朝的奠基人。他創建的比賈布爾蘇丹國生存了將近兩世紀，優素福·阿迪爾沙阿作为比賈布爾蘇丹國奠基者，因開發比賈布爾鎮並使之地位变高而獲得了大量信譽和赞美。

## 起源傳說
王朝奠基人優素福·阿迪爾沙阿，可能是格鲁吉亚人，后续作为奴隶被伊朗人馬赫穆德·賈萬所購買。
一些歷史學家說他是奧斯曼帝國蘇丹穆拉德一世的兒子或是阿克-科雍魯(白羊)部落出身的土庫曼人。

## 生涯
因为他的勇敢和個性，優素福得到了巴赫曼尼蘇丹的青睞并迅速提升，最后被任命為比賈布爾總督。
1489年，巴赫曼尼權力开始衰落，優素福趁机將自己確立為比賈布爾的一個獨立的蘇丹。他向毗奢耶那伽罗王朝和接壤的穆斯林政权發動戰爭。優素福邀請毗奢耶那伽罗王朝將軍圖盧瓦·納拉薩·納亞卡签订和平條約，並趁机下令处决了將軍。比賈布爾蘇丹國最终1686年被蒙兀兒帝國皇帝奧朗則布擊敗，他本人也因此去世，在1510年葡萄牙人阿方索·德·阿尔布克尔克來到印度並佔領果阿后，政权由他的兒子伊斯梅爾继承。